# Âamou
Âamou est le nom égyptien utilisé pour désigner les étrangers d'Asie occidentale dans l'antiquité. Il est généralement traduit par « Asiatique occidental », mais certains ont suggéré qu'ils pourraient être identiques aux Cananéens ou aux Amorites,.
Les nomades Âamou vivent dans les déserts du Sinaï, de Canaan et du Néguev. D'une manière plus générale, le terme désigne les nomades du nord, notamment ceux des régions du delta du Nil, de Palestine ou les Libyens. Des pharaons égyptiens ont eu maille à partir avec les Âamou, comme la campagne d'expansion agressive en Nubie par Pépi Ier (Ancien Empire) dirigée par Ouni qui prépara lui-même les plans d’une campagne décisive. Ouni raconte qu'il ordonna aux nomarques de Haute-Égypte et de la région du delta du Nil de « lever des troupes avec leurs propres subordonnés, et ceux-ci à leur tour appelèrent leurs subordonnés à travers tous les niveaux de l'administration locale ».
Abraham pourrait avoir été apparenté aux peuples d'Asie occidentale connus pour avoir visité l'Égypte au cours du deuxième millénaire avant notre ère, comme les Âamou ou les Rétjénou. David Rohl a proposé d'identifier Abraham aux Âamou, bien connus dans les sources égyptiennes comme un peuple d'Asie occidentale. En égyptien, la lecture du deuxième aleph, lorsqu'il y a deux aleph consécutifs dans un mot, se transforme en r ou l, de sorte que le mot Âamou, qui a traditionnellement été soupçonné de signifier Amorites, peut en fait être lu « Aramou », en référence aux Araméens, et associé à Abraham par le nom qui lui est donné dans la Bible, « Abraham l'Araméen errant ».
Une peinture égyptienne ancienne dans la tombe du nomarque Khnoumhotep II de la XIIe dynastie, à Beni Hassan, montre un groupe d'étrangers d'Asie de l'Ouest, peut-être des Cananéens, appelés Âamou, dont l'homme de tête avec un bouquetin de Nubie est appelé « Abisha le Hyksôs »,,,. Les Âamou de ce relief sont en outre étiquetés comme étant originaires de la région de Shu, qui peut être identifiée, avec une certaine incertitude, à la région de Moab dans le sud de la Palestine, autour du Jourdain, ou plus généralement le sud du Levant, juste à l'est du Jourdain et de la mer Rouge.

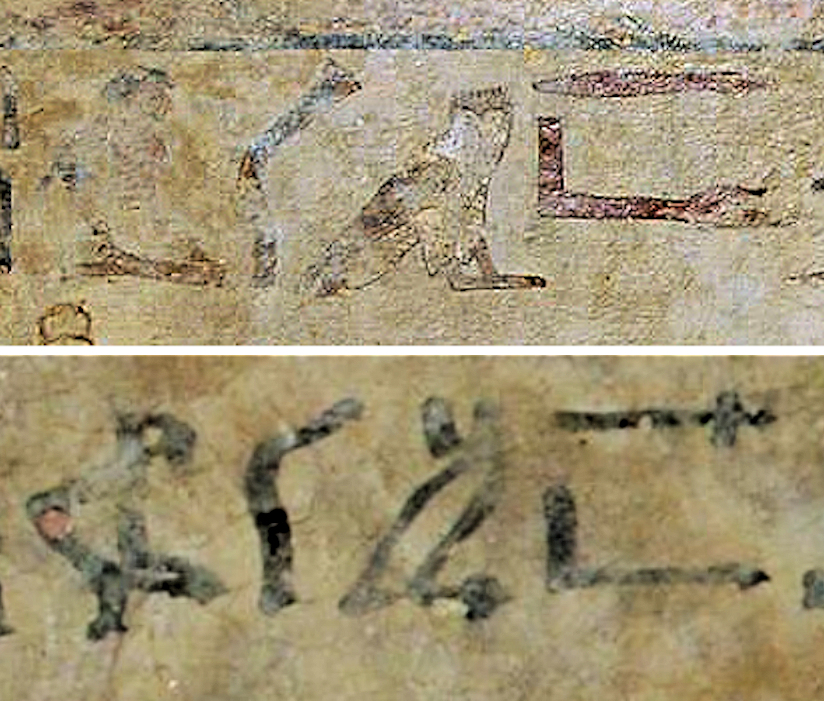
Le mot « Âamou » (de droite à gauche) dans Procession d'Âamou (tombe de Khnoumhotep II.
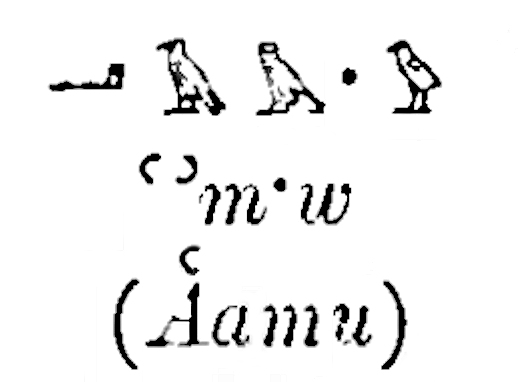
Description du mot « Âamou » (de droite à gauche), 1898).
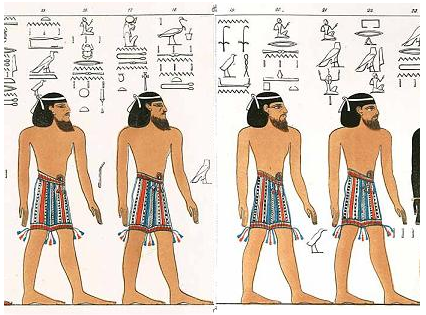
Des Âamou dont le nom est inscrit à côté de chaque individu) dans le Livre des Portes.

## Ouvrages
- Pierre-Marie Chevereau, L’art et la science militaire dans l'Égypte ancienne (lire en ligne)